# Festival de la Côte d'Opale
Le festival de la Côte d'Opale est un festival de musique qui se déroule chaque été depuis 1976 sur la Côte d'Opale, et plus particulièrement dans les environs de Boulogne-sur-Mer.

## Description
La programmation est très variée : variétés, musique classique, jazz, blues, world music, et occasionnellement danse, spectacles de rue, conférences, lectures, etc,,.
Le festival laisse une part belle à la création et aux artistes régionaux mais accueille également de grands noms, parmi lesquels Miles Davis,, James Brown, Michel Petrucciani,George Benson, MC Solaar, Kanda Bongo Man, Juliette Gréco, Yannick Noah, Calogero, l'Orchestre national de Lille, etc.
Il rassemble chaque année plus de 10 000 spectateurs.

## Historique
Le festival est fondé en 1976 par l'Office Culturel Régional (OCR) du Nord-Pas-de-Calais. Créé en 1975 par le conseil régional du Nord-Pas-de-Calais présidé par Pierre Mauroy, l'OCR est un organisme de coordination et de diffusion culturelle, présidé par Noël Josèphe et dirigé par Pierre-Alain Douay[pertinence contestée]. Francis Senet, directeur de la MJC[Quoi ?] d'Hénin-Beaumont, est chargé de la programmation des premières années. Patrick Dréhan en devient le directeur et programmateur, de 1976 à 2016.
Débutant à Boulogne-sur-Mer, le festival s'est étendu par la suite sur toute la Côte d'Opale (de Dunkerque à Berck), avant de se recentrer sur Boulogne et ses environs. La structure  organisatrice est une association  loi  de  1901, le  festival  ayant  été  créé  avec l'aide du conseil régional. L'événement participe à l'animation du littoral, notamment pendant la période de l'été.
Les principales dates sont programmées pendant cette période estivale. En 1992 naît un second temps pour ce festival, appelé Tendances Côte d'Opale (considéré comme le « petit frère » du festival de la Côte d'Opale). Il est consacré à la création, au jazz et aux musiques du monde. Il est affilié à l'Association des Festivals Innovants en Jazz et en Musiques Actuelles (AFIJMA).
À la suite du départ de Patrick Dréhan en 2016, le festival est présidé par Johann Duhoo de juillet 2016 à février 2017. C'est aujourd'hui la maire d'Outreau, Thérèse Guilbert, qui en assure la présidence. À la suite du départ à la retraite de son directeur en 2017, le Festival est désormais dirigé par un collectif de programmation composé d'acteurs du secteur culturel de la Côte d'Opale.

## Scènes
Lors des éditions les plus récentes : 
- Salle Damrémont, Boulogne-sur-Mer
- Théâtre Monsigny, Boulogne-sur-Mer
- Magic Mirrors, Boulogne-sur-Mer
- Calvaire des Marins (plein air), Boulogne-sur-Mer[16]
- Cour du Palais impérial (plein air), Boulogne-sur-Mer
- Gare Maritime (plein air), Boulogne-sur-Mer
- Le Phénix, Outreau
- Le Chaudron, Le Portel (depuis 2016)
- Salle Yves-Montand, Le Portel
- Centre Georges-Brassens, Saint-Martin-Boulogne
- Salle de la Baie Saint-Jean, Wimereux
- Hôtel du Parc, Hardelot-Plage
- Palais des sports de Desvres

## Programmation

### Période estivale
...
- Juillet 2006 (30e édition) : Alain Chamfort - Bénabar - Cali - Richard Galliano - Orchestre national de Lille - Pierpoljak - Popa Chubby - Raphael - Robert Plant ...
- Juillet 2007 (31e édition) : Les Fatals Picards - Ayọ - Eddy Mitchell - Laurent Voulzy - Zazie - Sanseverino Abd Al Malik - Maurane - Lynda Lemay ...
- 11 au 27 juillet 2008 (32e édition) : Magma - Camille - Thomas Dutronc - Manu Katché - Yves Simon - Cocoon - Moriarty - Stacey Kent - Paul Personne - Hubert-Félix Thiéfaine
- Juillet 2009 (33e édition) : Johnny Clegg - Cock Robin - Raphaël -  Ana Popovic - Ayọ - Les fatals picards - Zaza Fournier - Bénabar - Tryo - Izia - The Commitments ...
- Juillet 2012 (36e édition) : Marc Lavoine - Juliette Gréco - Les Blaireaux - Claire Denamur - Jacques Higelin - Zebda - La Grande Sophie...
- 2 au 11 juillet 2013 (37e édition) : BB Brunes - Axelle Red - Riff Cohen - Lilly Wood and the Prick - Éric Legnini - Marcus Miller - Alex Beaupain ...
- 11 au 20 juillet 2014 (38e édition) : Ben l'Oncle Soul - Catherine Ringer - Gotan Project - Louis Chedid - Christophe - Nelson Veras - Youn Sun Nah - Carmen Maria Vega ...
- 11 au 20 juillet 2015 (39e édition) : Calogero - Yannick Noah - Liane Foly - Ayọ - Christophe Chassol - Igit - Alain Chamfort ...
- 16 au 24 juillet 2016 (40e édition) : Louane - Tryo - Vianney - La Grande Sophie - Hyphen Hyphen ...
- 17 au 22 juillet 2017 (41e édition): Claudio Capeo - Juliette Armanet- Goran Bregovic- Kery James- Julian Perretta- Morcheeba- Cali...
- 15 au 22 juillet 2018 (41e édition): Julien Clerc[17] - Bigflo et Oli - Stephan Eicher - Aldebert - François Morel - Gauvain Sers - Sanseverino - Charles Pasi - Eskelina - Serial Kipper - The Blue Nuts - Xcutioners - Ma Main

### Programmation de Tendances Côte d'Opale en automne
...
- Novembre 2001 (10e édition) : Jean-Jacques Milteau - Mighty Mo Rodgers - Geoffrey Oryema - Souad Massi - Jean-Félix Lalanne - Erik Truffaz ...
- Novembre 2006 (15e édition) : Jean-Jacques Milteau - Dee Dee Bridgewater - Orchestre national de jazz - Sixun - Belmondo Quintet - Demi Evans - Thomas Dutronc ...
- Automne 2008 (17e édition) : Yaël Naim - Milton Nascimento...
- 18 au 23 novembre 2013 (22e édition) : Sugar Man - Édouard Ferlet - Jean-Jacques Milteau ...

## Livre
- Accords & âme - Souvenirs partagés du Festival de la Côte d'Opale de Patrick Drehan (photos : Pascal Morès) en 2001. Éd. Accima.